# Sylvia de Arruda Botelho Bittencourt
Sylvia de Arruda Botelho Bittencourt (... – Rio de Janeiro, 30 gennaio 1995) è stata una giornalista brasiliana.
Si sposò con Paulo Bittencourt, direttore del Correio da Manhã, su cui scriveva con lo pseudonimo di "Majoy". Durante la Seconda guerra mondiale, fu corrispondente di guerra della United Press, accodandosi brevemente agli altri corrispondenti che seguivano la Força Expedicionária Brasileira in Europa.

## Opere
- (PT) Seguindo a primavera, Brasilia, Editôra Biblioteca de Exército, 1951, ISBN non esistente.

## Premi
- Premio Maria Moors Cabot: 1941[2]